# Biserica de lemn din Drăguțești, Argeș

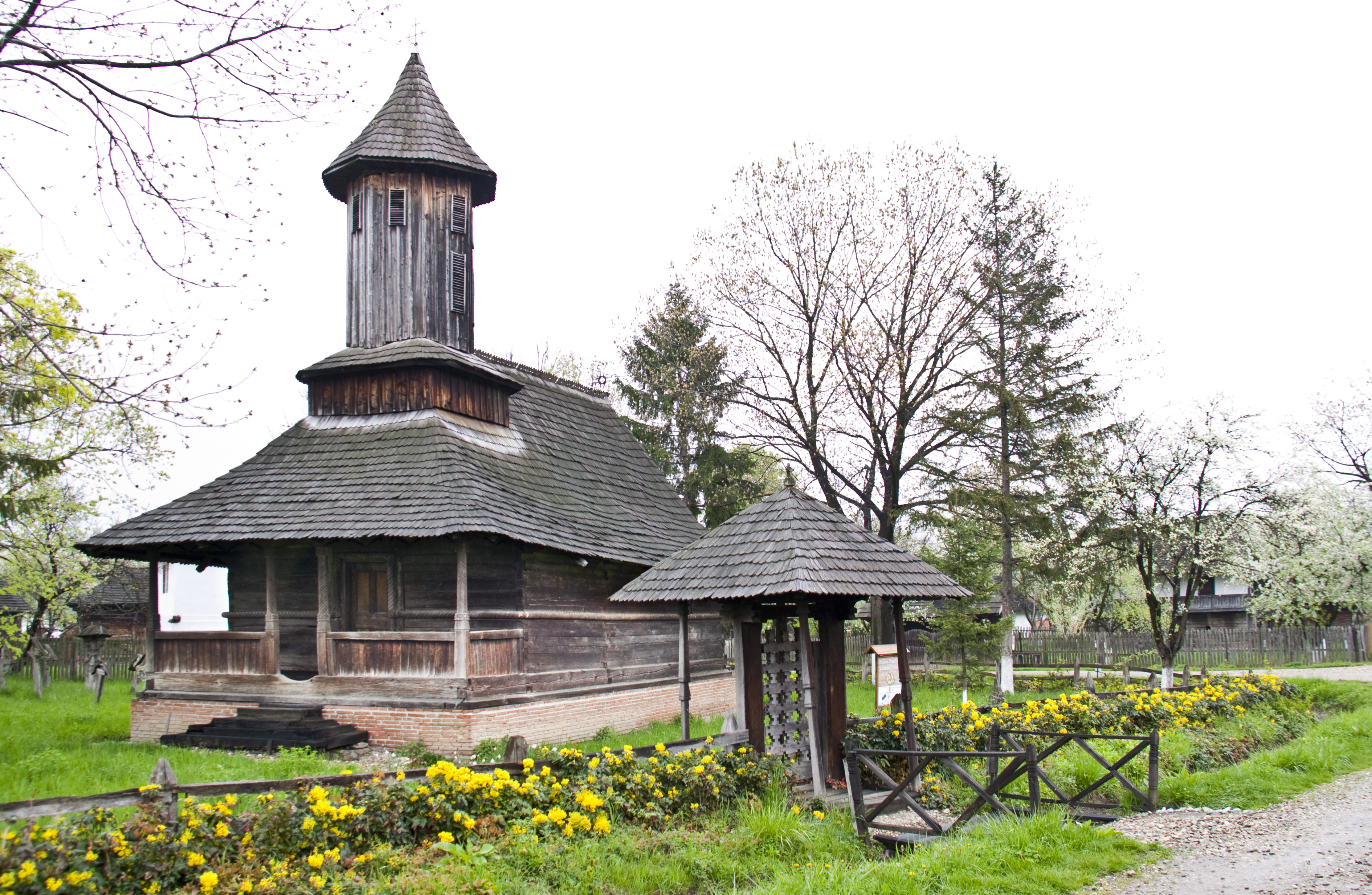
Biserica de lemn din parohia Drăguţeşti, localitatea Cotmeana, județul Argeș, salvată în Muzeul Viticulturii și Pomiculturii din Golești. Foto: aprilie 2010

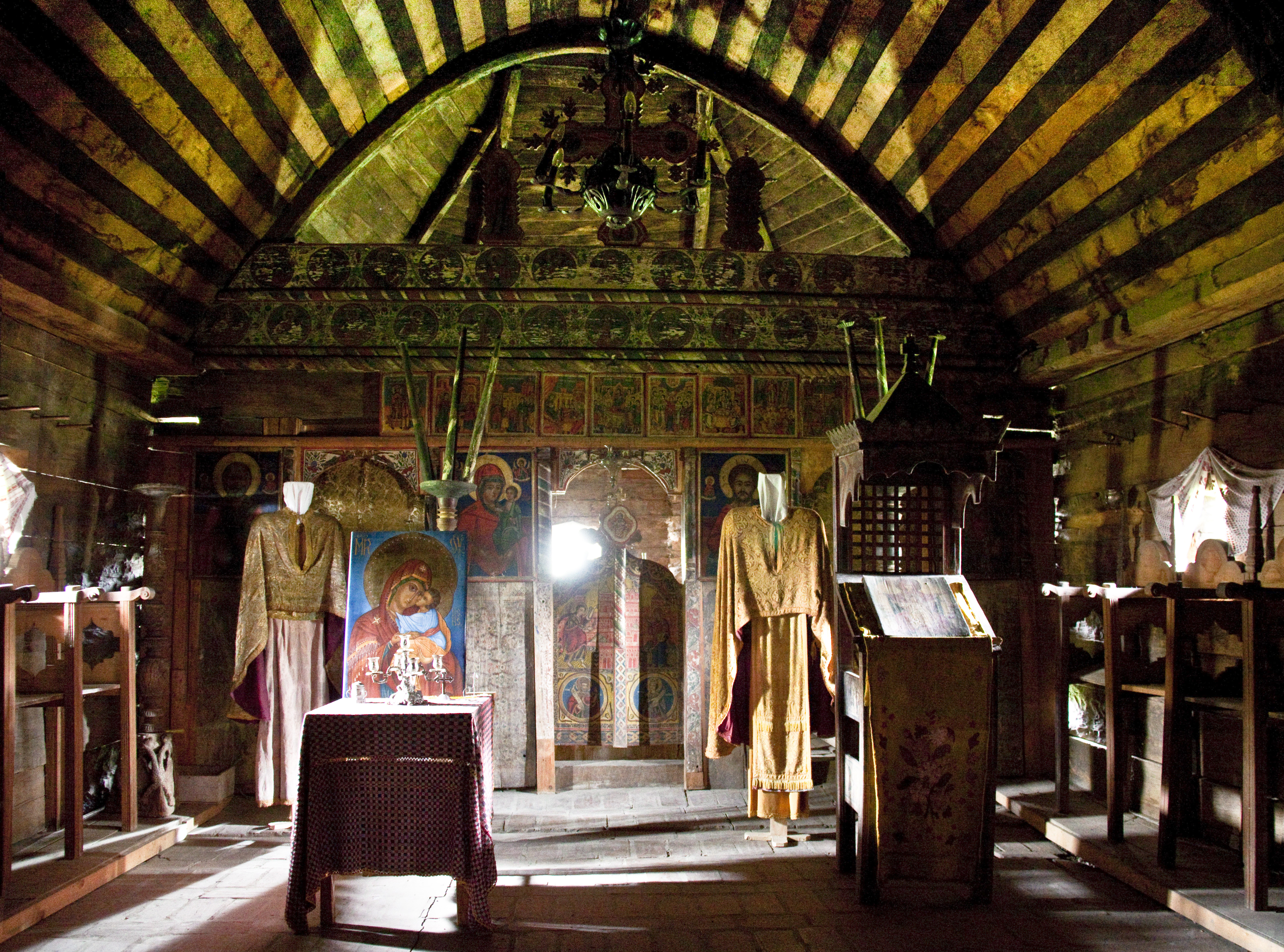
Interiorul naosului. Foto: aprilie 2010

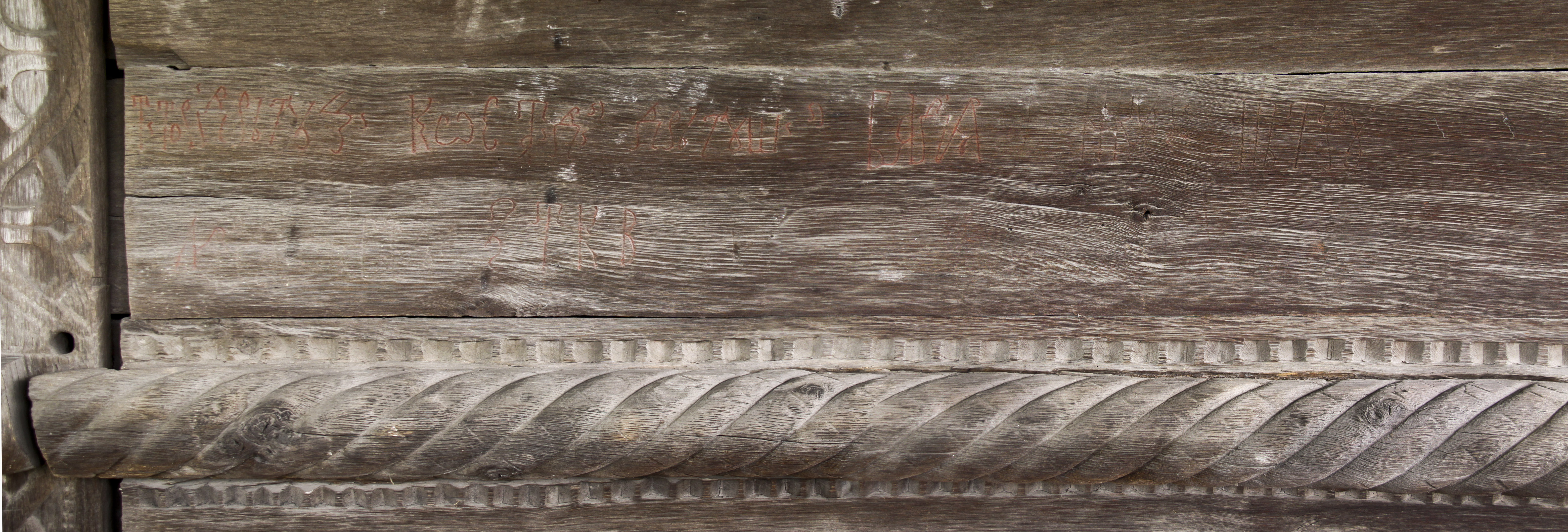
Însemnarea ctitorilor la anul 7322 era bizantină. Foto: aprilie 2010

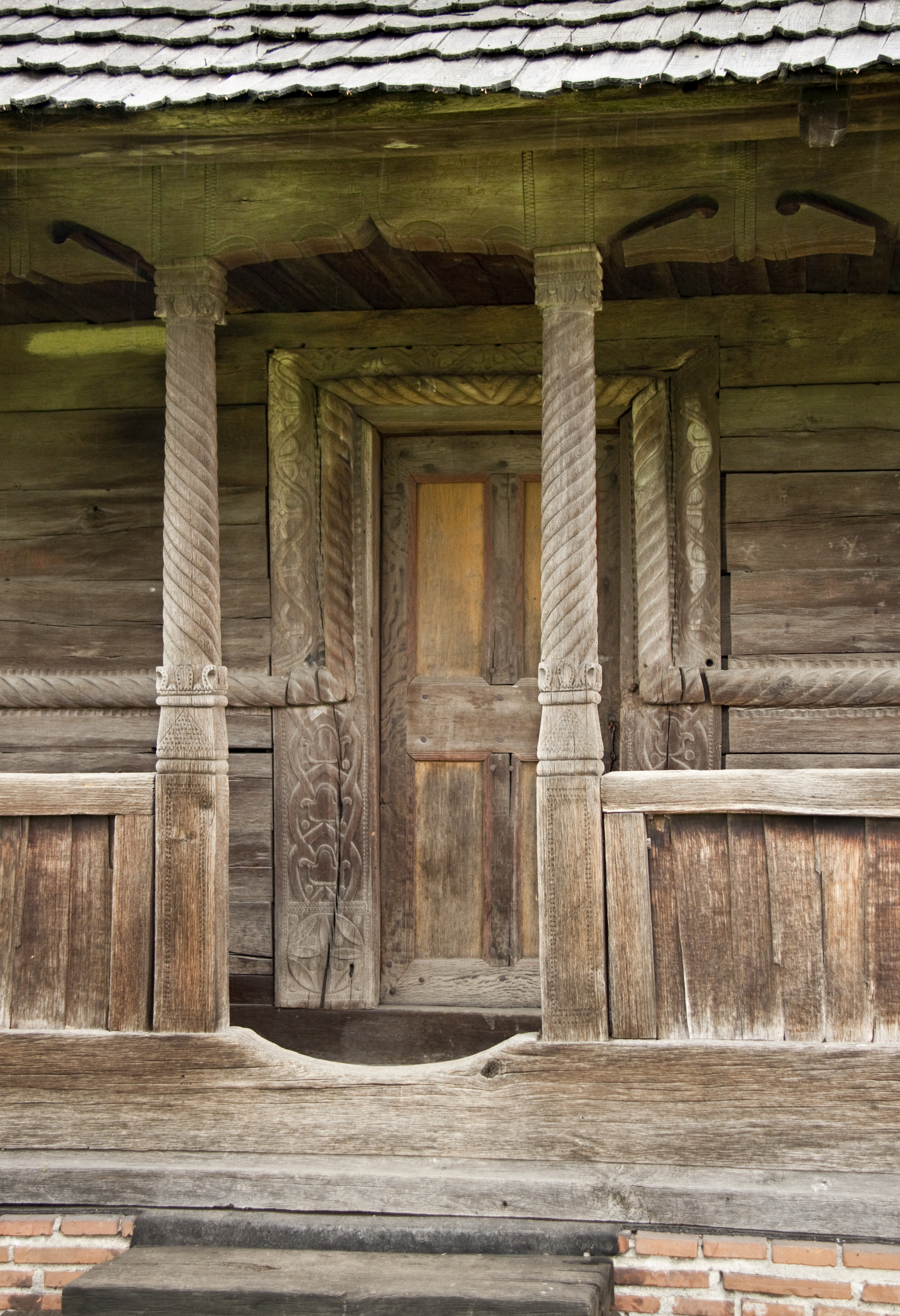
Intrarea în pridvor cu pisanie de-asupra. Foto: aprilie 2010

Biserica de lemn din Drăguțești se păstrează în Muzeul Viticulturii și Pomiculturii din Golești și provine din fostul sat Drăguțești, astăzi cuprins în localitatea Cotmeana, județul Argeș. Este datată din anii 1813-1814. Este una dintre cele mai monumentale și reprezentative biserici de lemn din Argeș, ridicată prin participarea unui grup neobișnuit de mare de meșteri dulgheri și cruceri, care au demonstrat aici o bună performanță artistică și tehnică. Dintre detalii se remarcă sculptura pridvorului, portalului de intrare, arcul dublou pe sub boltă și funia mediană sculptată în relief. De notat și numărul mare de inscripții în pridvorul bisericii. În interior se păstrează iconostasul pictat în culori vii și mobilierul tradițional.

## Istoric
Momentul și faptele de început ale bisericii sunt redate într-o succesiune de inscripții săpate în pridvorul bisericii. Contextul istoric este surprins în pisania scrisă pe frumosul fruntar al pridvorului, chiar peste intrare. Textul ei, în limba română cu litere chirilice, într-un stil hieratic, reține următoarele: „Această sfăntă biserică sau făcut în zilele lui Io Gheorghie Caragia v[o]d[ă] [cu cheltu]eala și osteneala ro [robilor lui Dumnezeu]... .eu Draguți”. În dreapta acesteia apare numele lui „Dimitrie Boșneanu”. Pe dosul fruntarului, peste intrarea în pridvor, apar în șiruri numele meșterilor implicați în ridicarea bisericii: „Mina meșt[e]ru, Tănase meșt[e]ru, Dumitru meșter, Marinu meșteru, Stanciu me[șter], Barbu mește[r]”. În afară de aceștia mai apar trei nume fără titlul de meșter: „Marinu, Mina, Matei”. Ctitorii lăcașului sunt reținuți de inscripția din dreapta intrării în biserică, de-asupra funiei mediane, într-o grafie îngrijită: „Titori Drăguț, Costandin, Drăguș, Badea, Nicolae, Pătru, Marin, Du[mitru], Stanciu 7322”. În linie cu aceștia, aproape de cheotorile cu peretele de sud, în aceeași grafie îngrijită, apare numele lui „Costandin cruceriu”, sub care mai apare cel al lui „Tănase”. Sub brâul median mai apar menționați: „Enache meșteru, ...”. Din inscripțiile adunate în pridvor se pot distinge ctitorii, meșterii care au ridicat biserica, crucerul care a executat iconostasul și icoanele trebuincioase precum și data ridicării ei, anul 7322 al erei bizantine, adică anii 1813-1814 ai erei noastre.
Biserica de lemn din Drăguțești a fost salvată de la dispariție prin transferul și conservarea sa în Muzeul Viticulturii și Pomiculturii din Golești, în a doua jumătate a secolului 20.

## Trăsături
Biserica este ridicată în formele tradiționale, cu o bute destul de înaltă încheiată cu boltă, protejată de un acoperiș comun în patru ape și marcată pe vest, peste tinda-pronaos, de un turn. De la vest la est se trece dintr-o încăpere într-alta, începând cu pridvorul deschis, continuând cu tinda (pronaosul), biserica (naosul) și încheind cu altarul mai îngust, poligonal. Tinda și biserica sunt împărțite de un perete plin, perforat doar de accesul central, în ax. Altarul este ascuns de restul încăperilor prin structura iconostasului, care permite trei intrări rituale și un spațiu deschis sub rotundul bolții. Întreaga construcție de lemn stă pe un fundament zidit, de cărămidă, ridicată mai bine de o jumătate de metru de la nivelul pământului.
Pridvorul este, din punct de vedere constructiv, o construcție simplă, ferită dar și deschisă spre mediul înconjurător, marcată de cei patru stâlpi frontali, înfipți în tălpi și adunați de o grindă-fruntar. Pridvorul este deschis central, în axul bisericii, și împrejmuit cu pălimar de scânduri pe cele trei părți. Din punct de vedere decorativ, pridvorul este partea cea mai elaborată în ansamblul construcției. Grinda-fruntar, împreună cu grinzile laterale, sunt puternic profilate prin traforuri săpate adânc, stârnind imaginația. Stâlpii sunt și ei sculptați puternic cu fus răsucit, bază și capitel, după model preluat din arhitectura de zid din zonă. Semnificativ de remarcat locul pisaniei peste intrarea în pridvor și semnăturile meșterilor dulgheri pe dosul fruntarului, încă o dovadă a atenției deosebite acordate pridvorului în ansamblul construcției. 
Toate aceste eforturi de a intensifica emoțiile artistice din pridvor sunt legate de intrarea în biserică și trecerea în spațiul ei sacru închis. Ușa este înconjurată de un portal, la rândul lui bogat sculptat în relief și basorelief. Funia puternic profilată de pe portal se desprinde și continuă pe cele două părți într-un brâu median ce înconjoară întreaga bute a lăcașului. Butea este ridicată din bârne de stejar atent fățuite, încheiate la capete în cheotori netede bisericești, în coadă de rândunică. Capetele bârnelor din partea superioară a pereților sunt lăsate să iasă în exterior, în formă de console profilate, cu scopul de a susține cosoroabele. Acestea din urmă formează talpa de sprijin a acoperișului protector.  

## Imagini din exterior

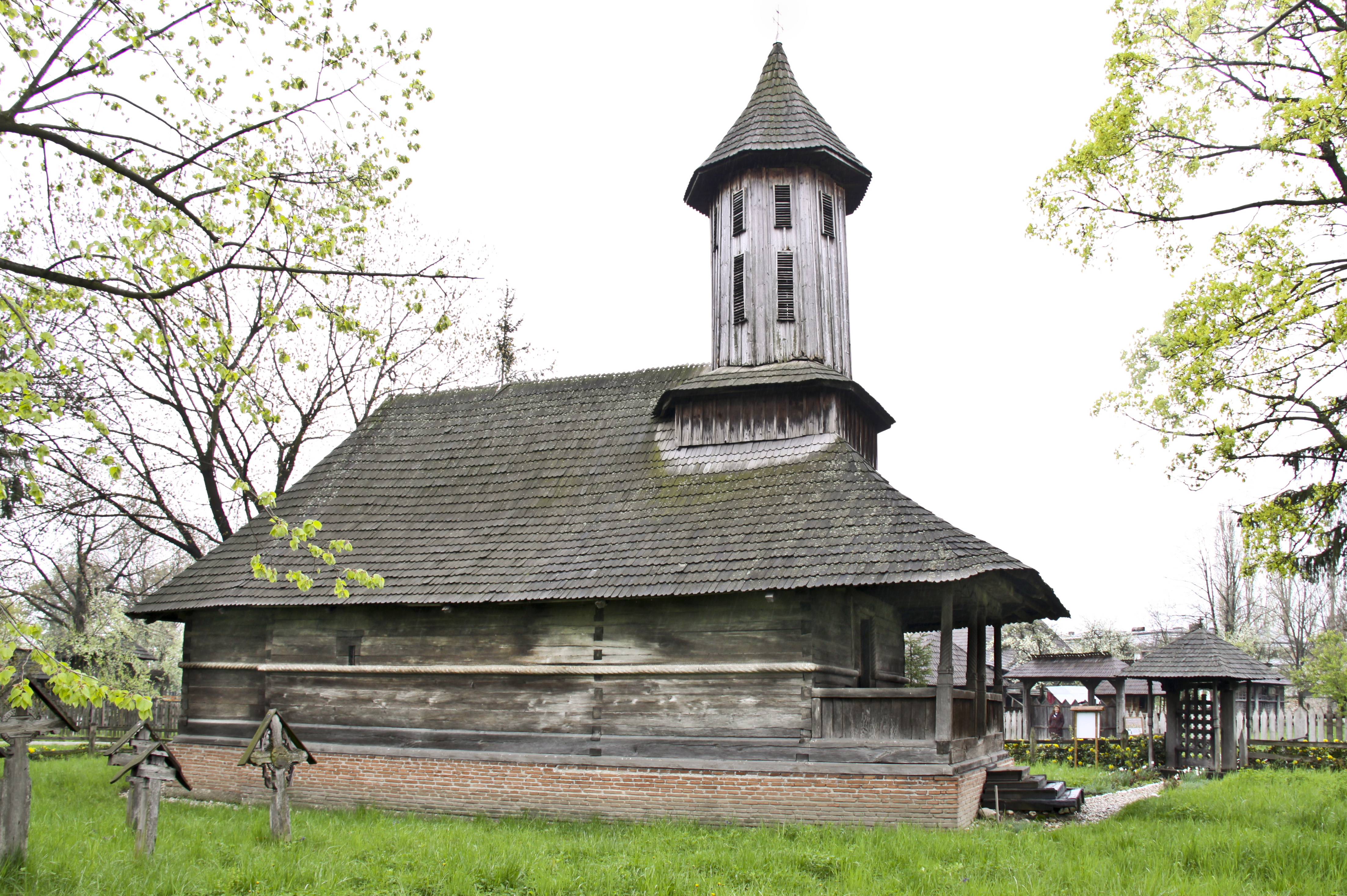
nord
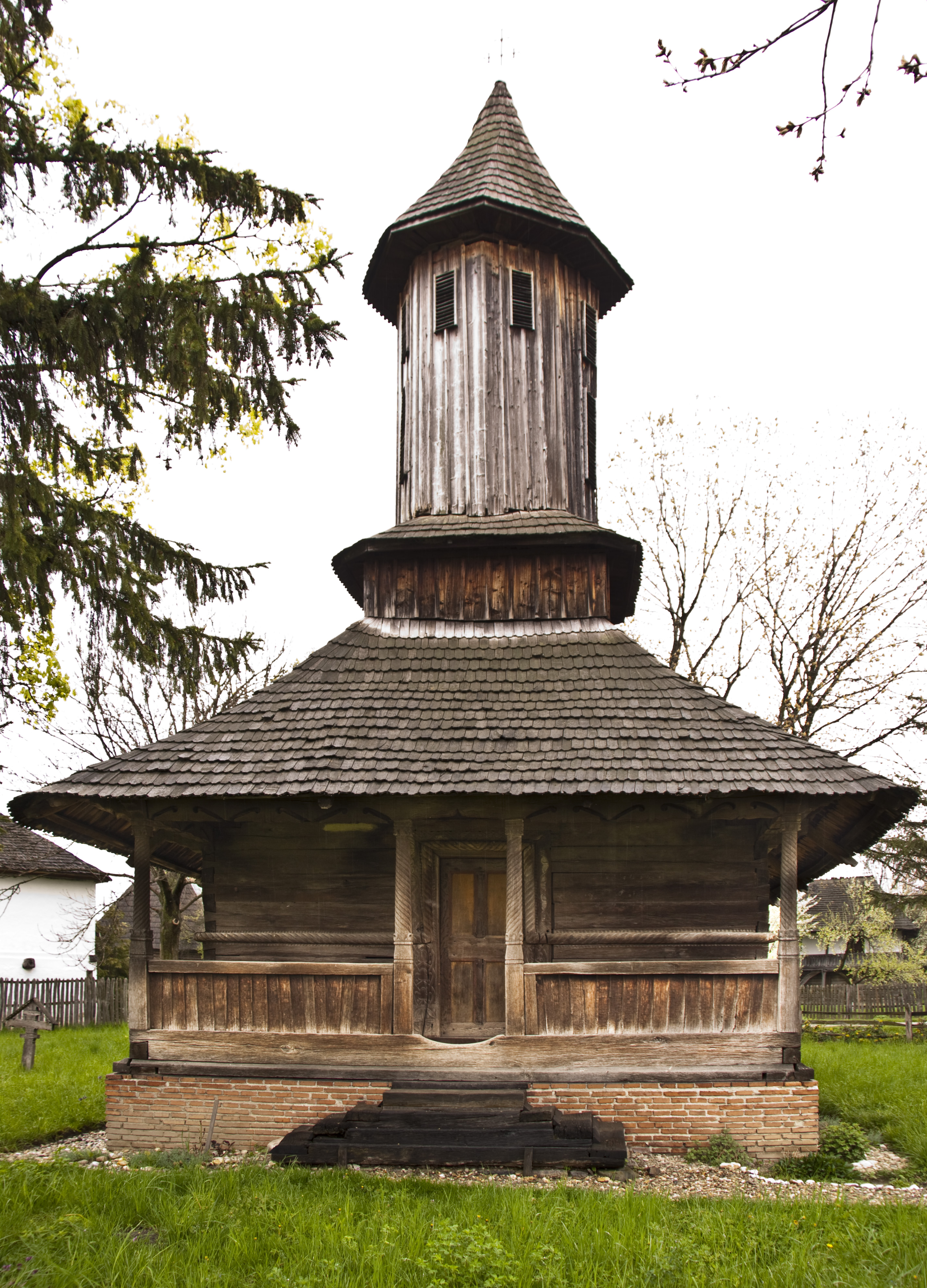
vest
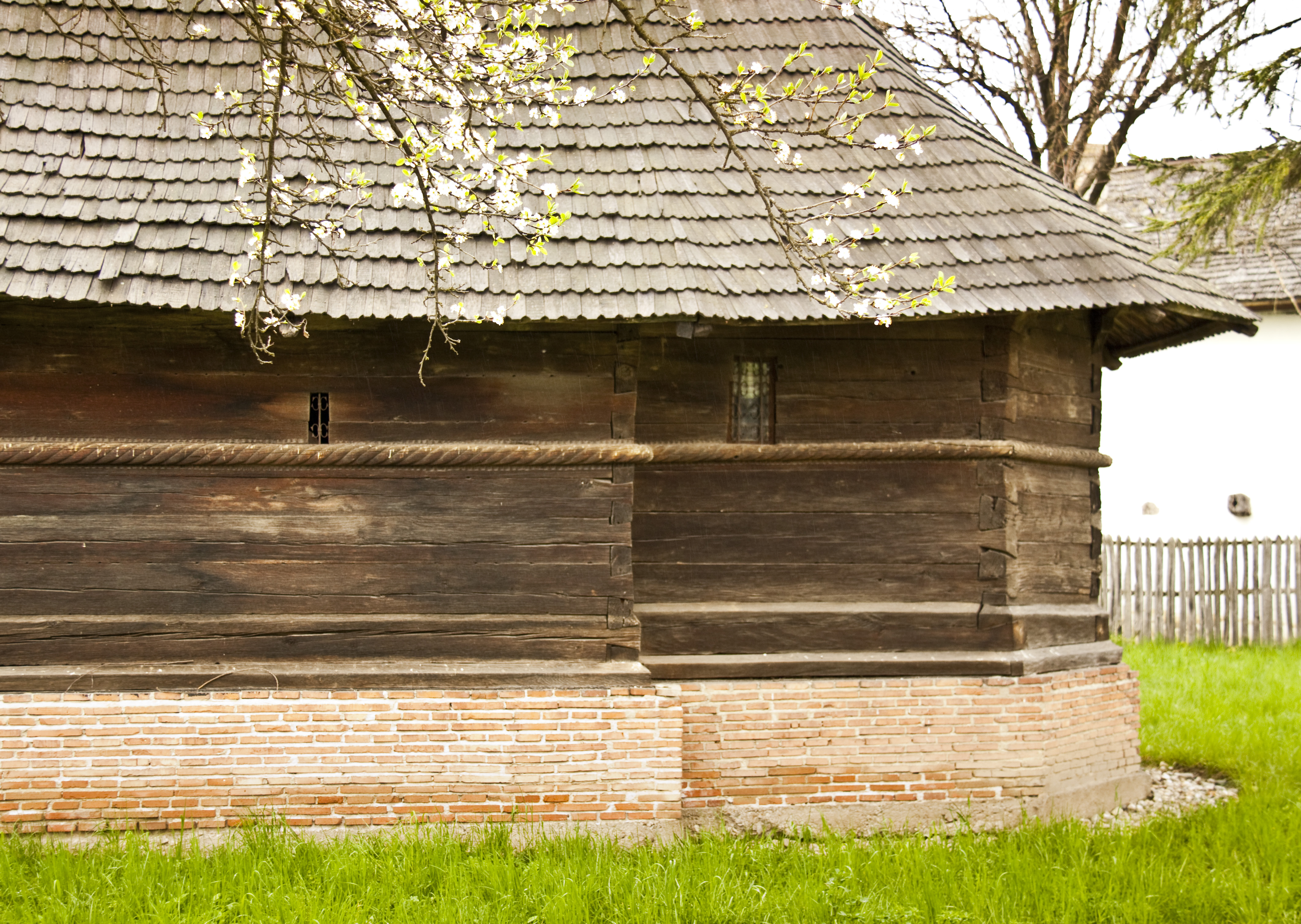
sud
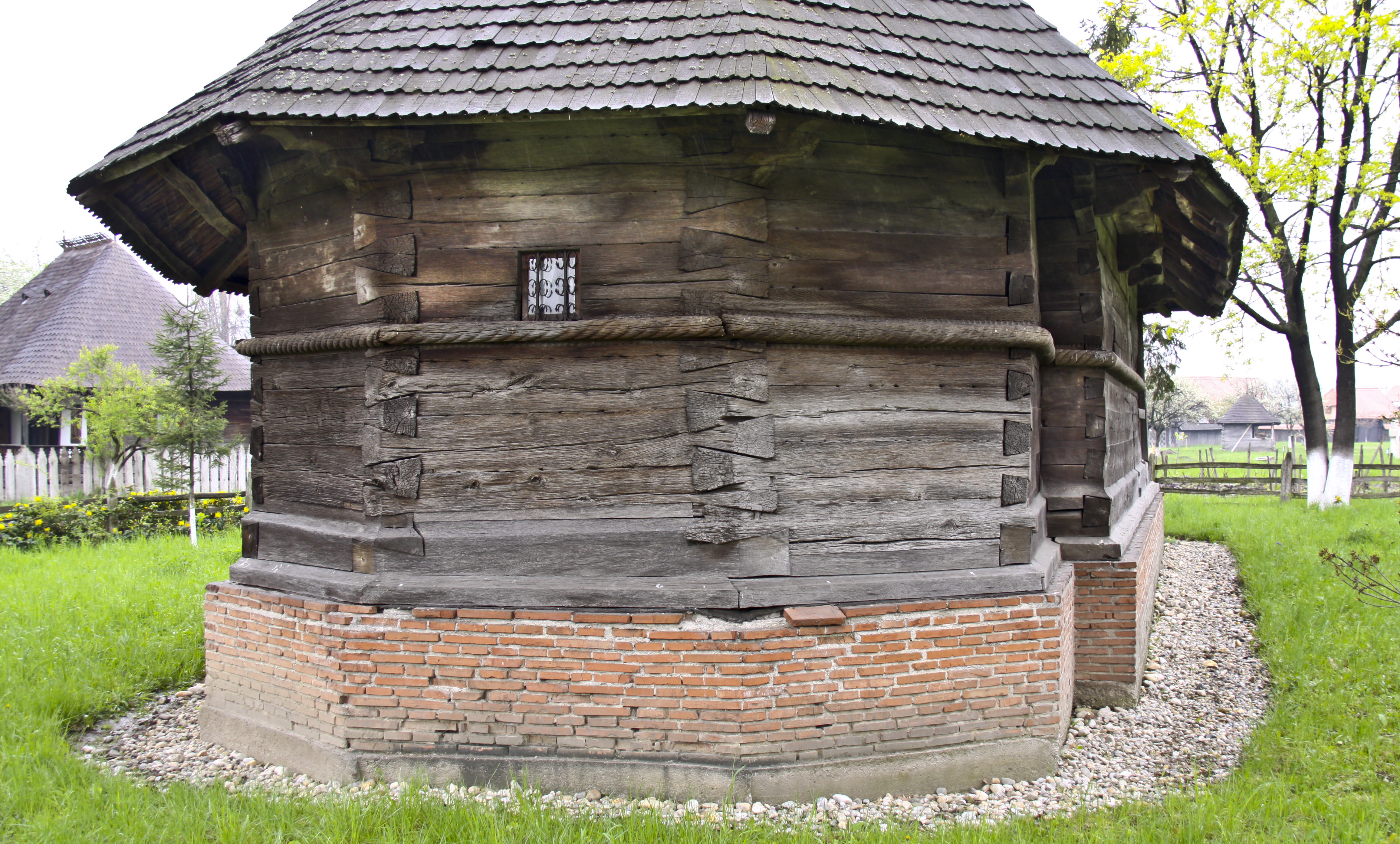
est, dosul altarului
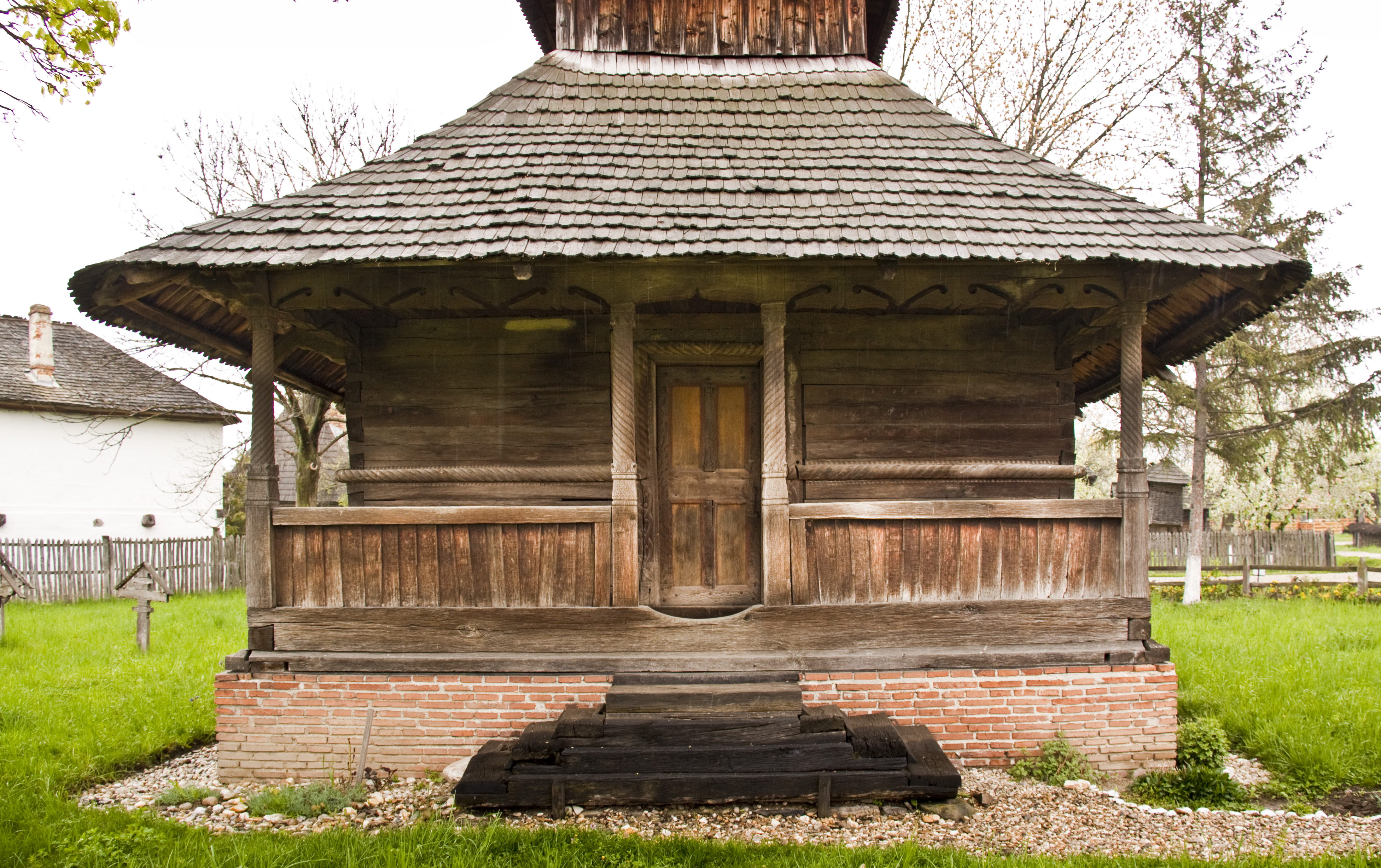
pridvor
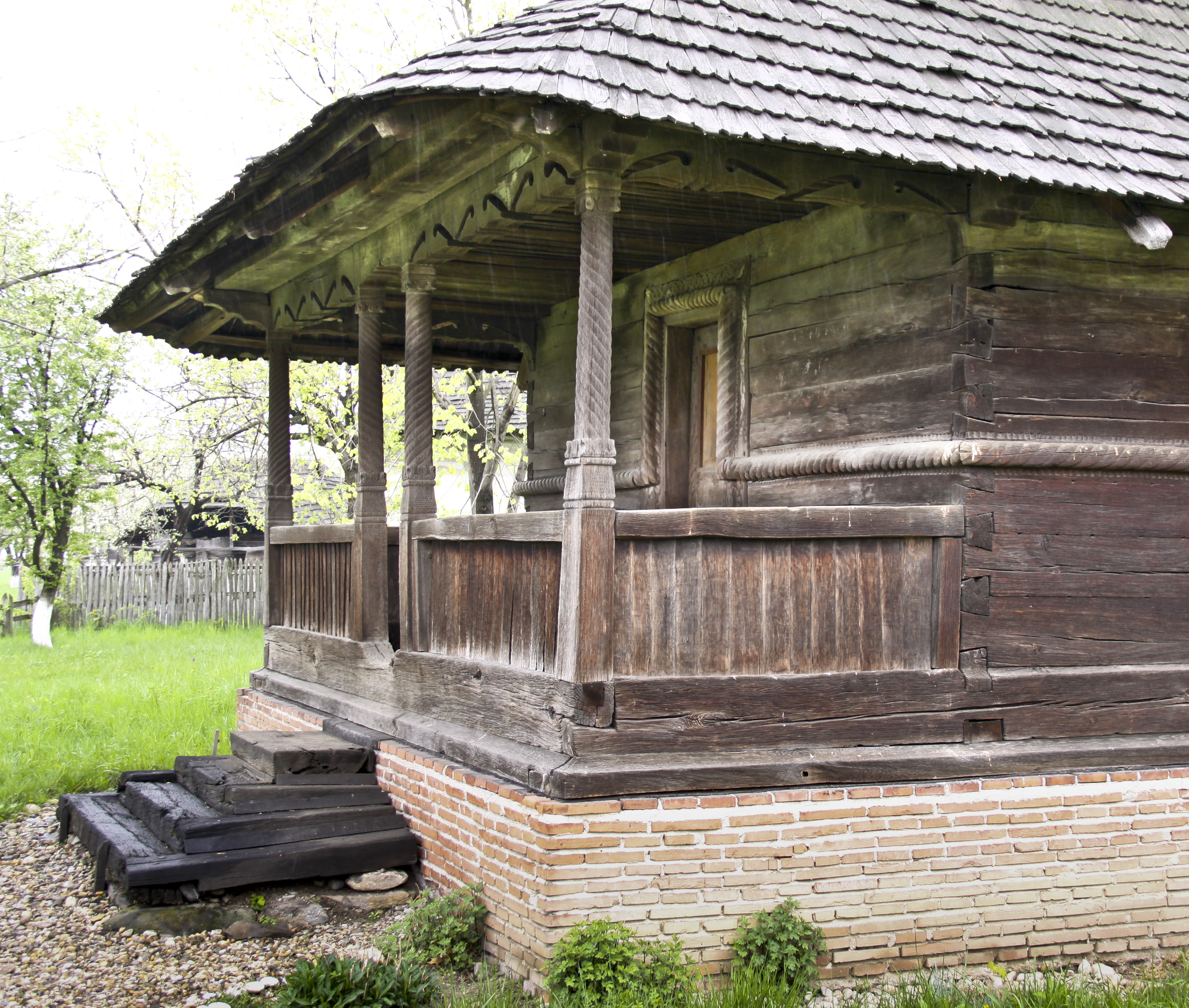
pridvor
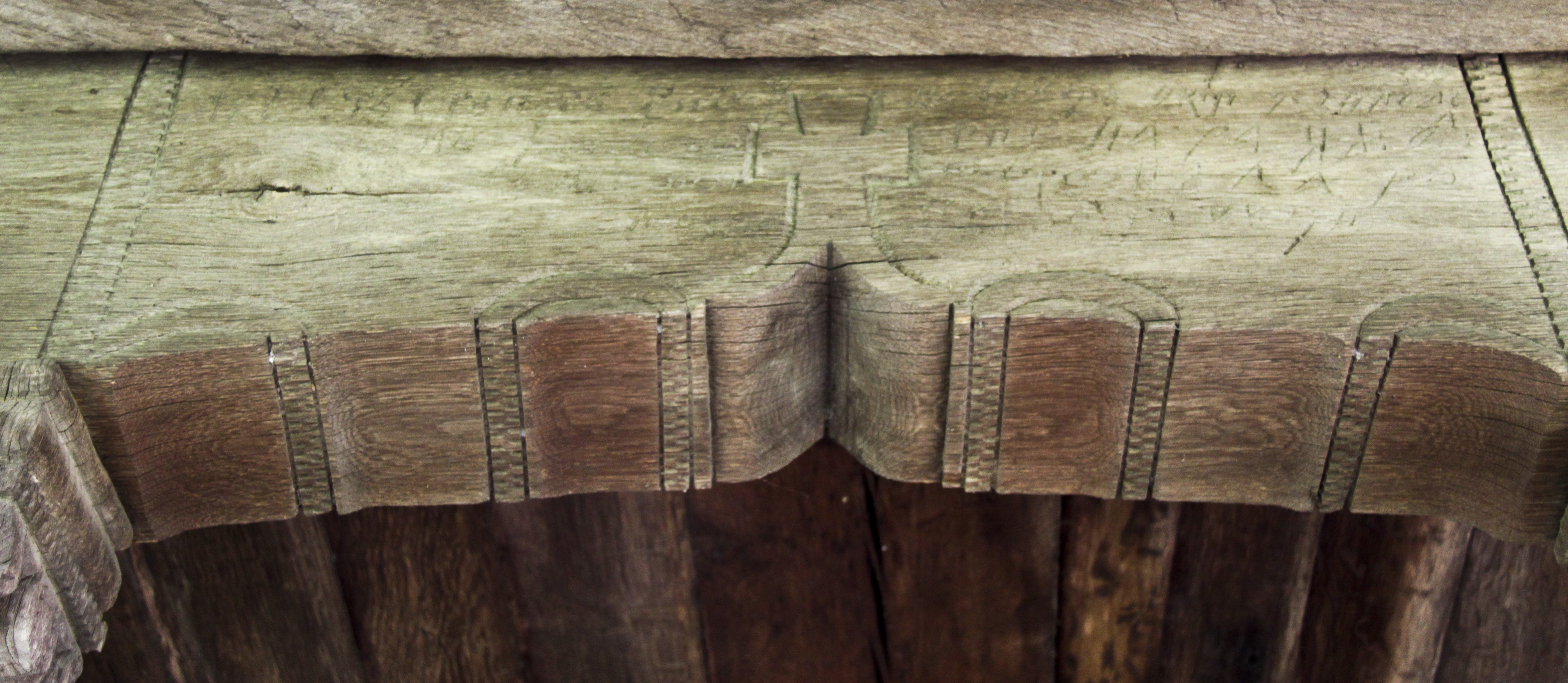
pisanie
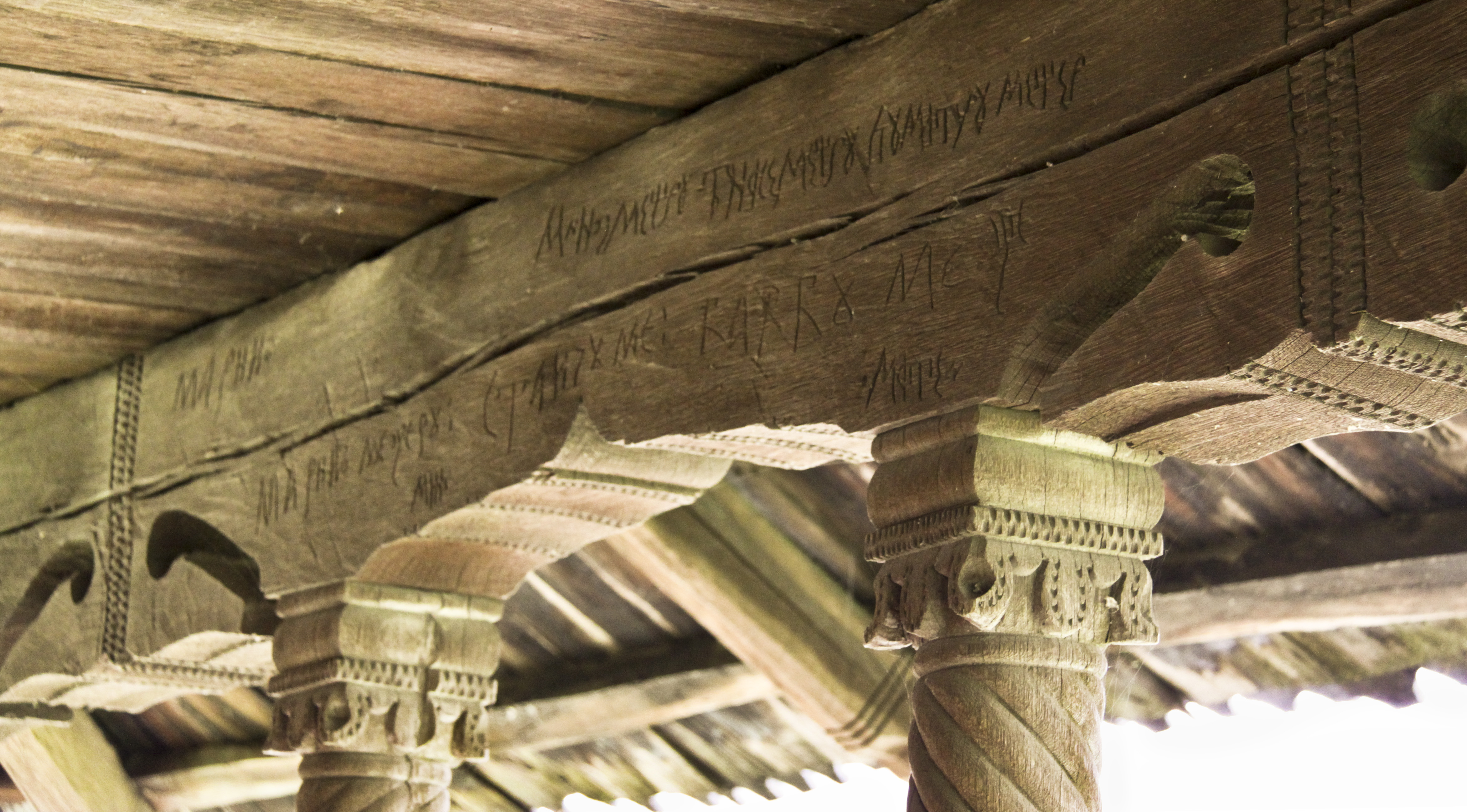
semnăturile meşterilor
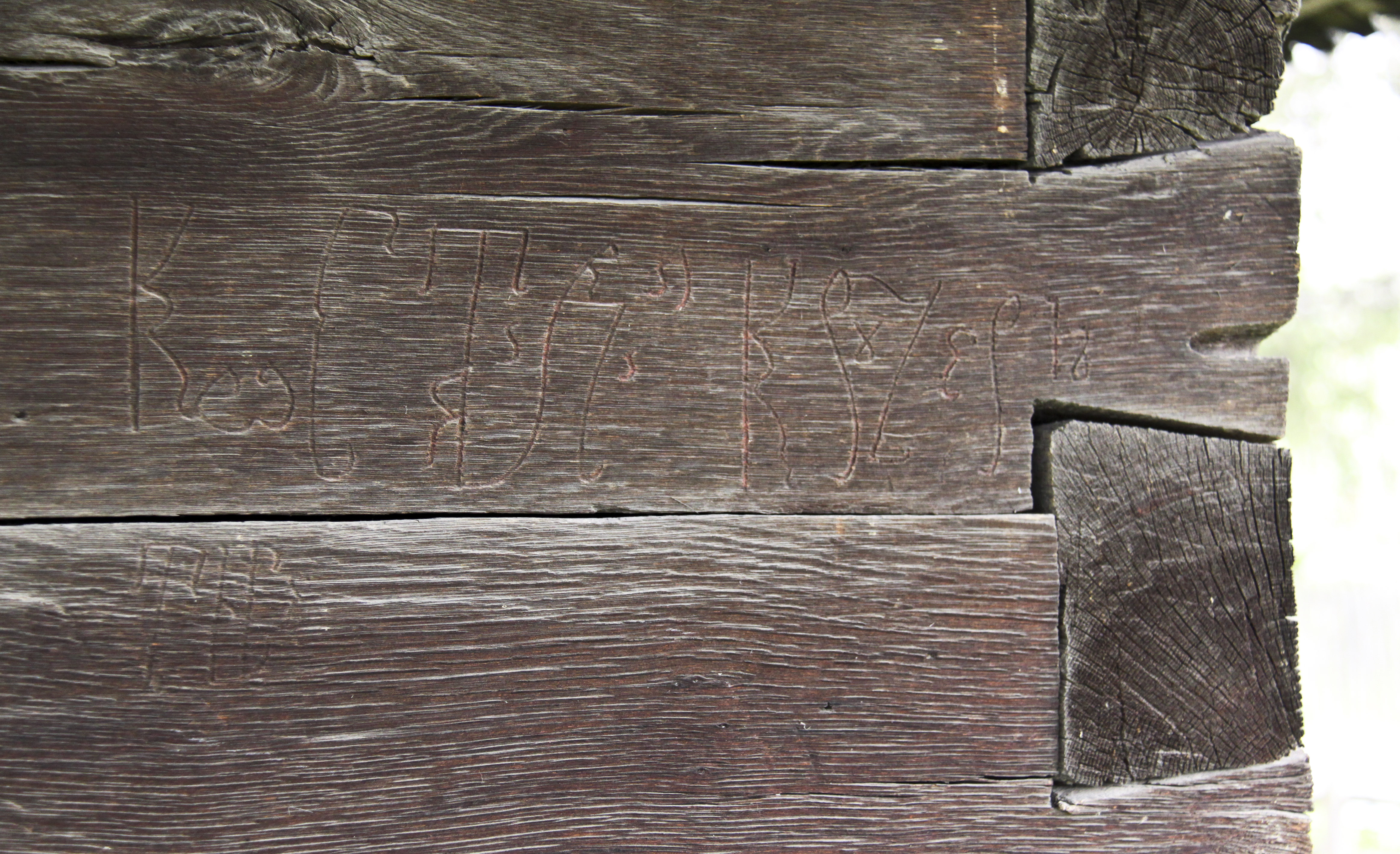
Costandin cruceriu
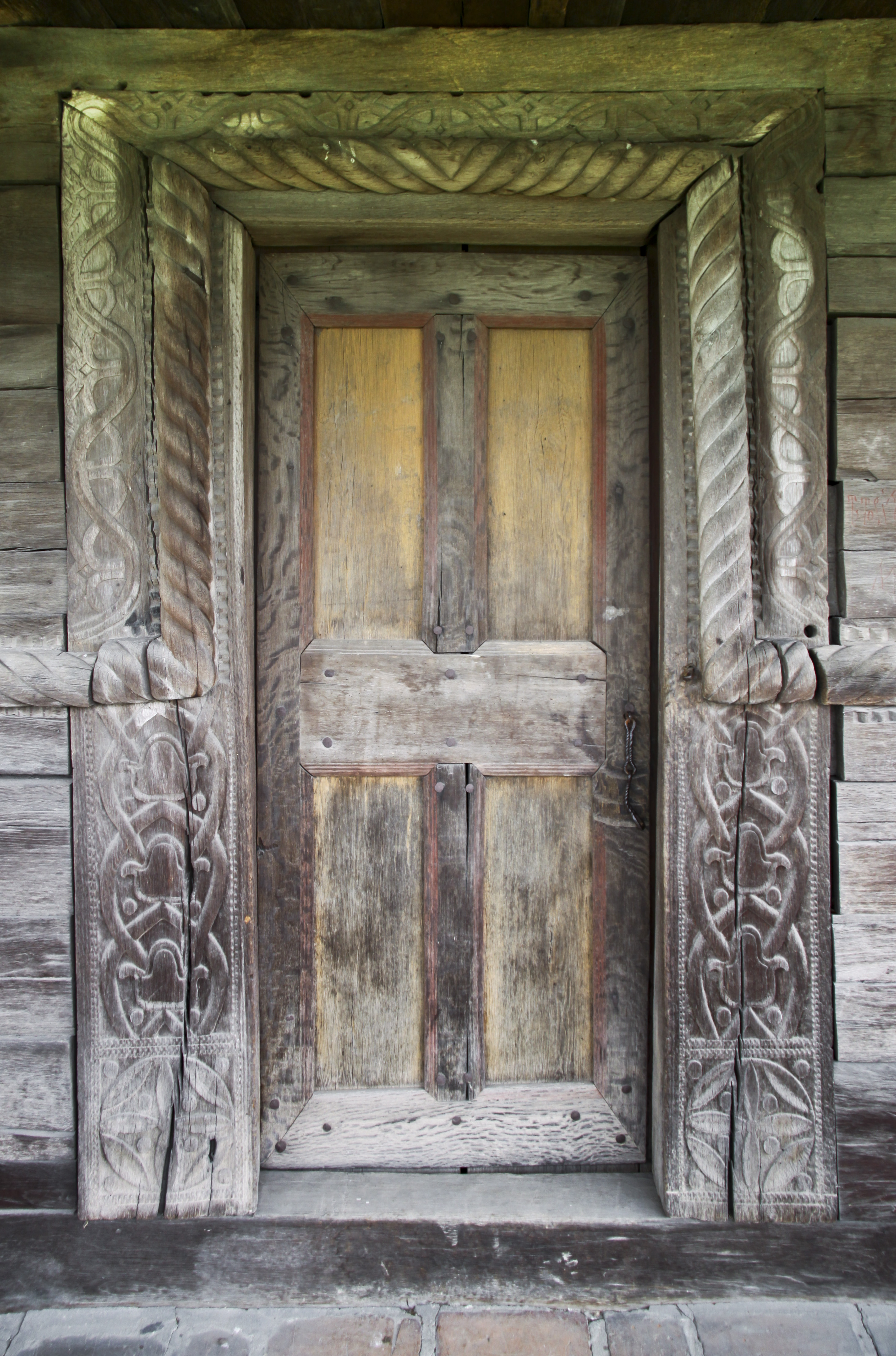
portal intrare
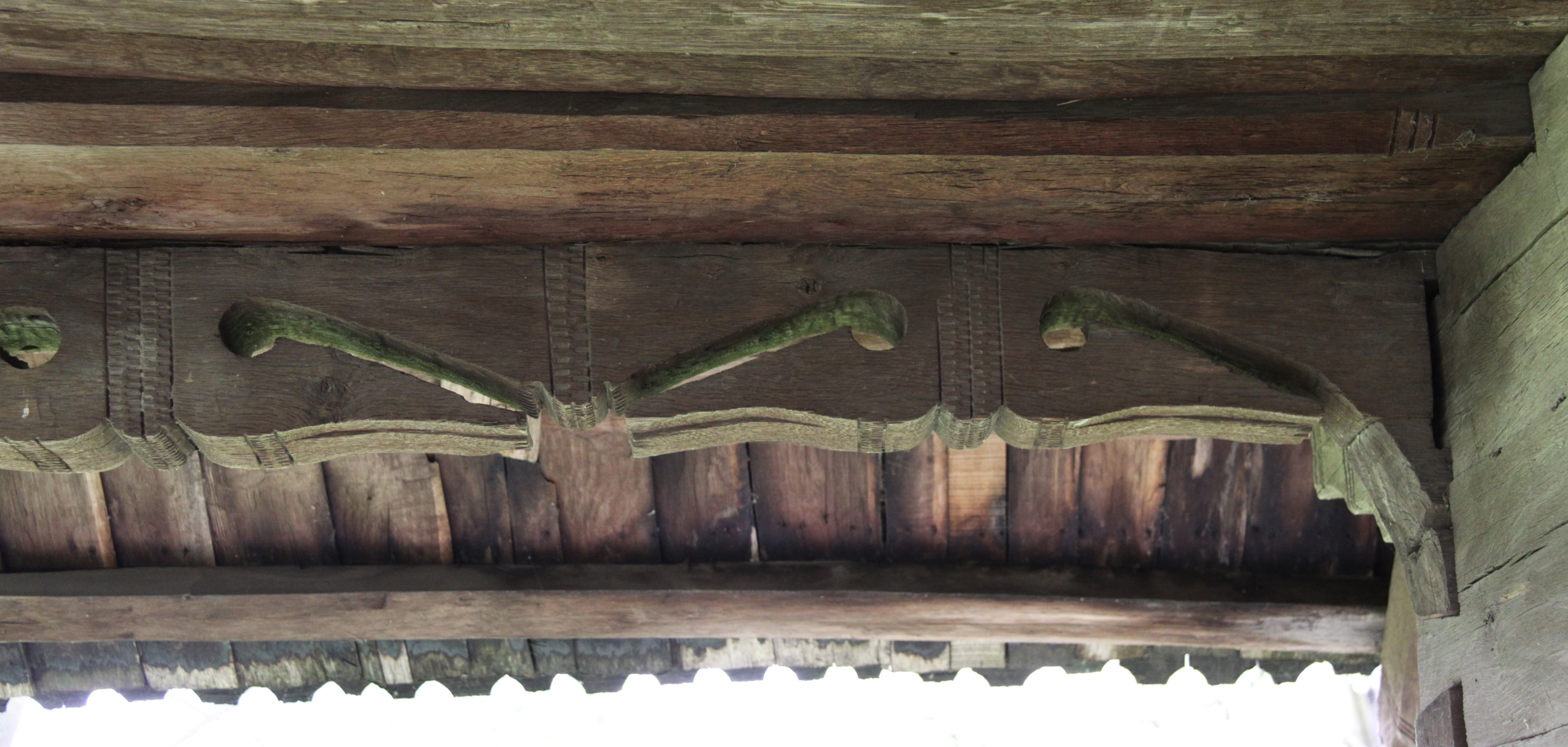
trafor pridvor
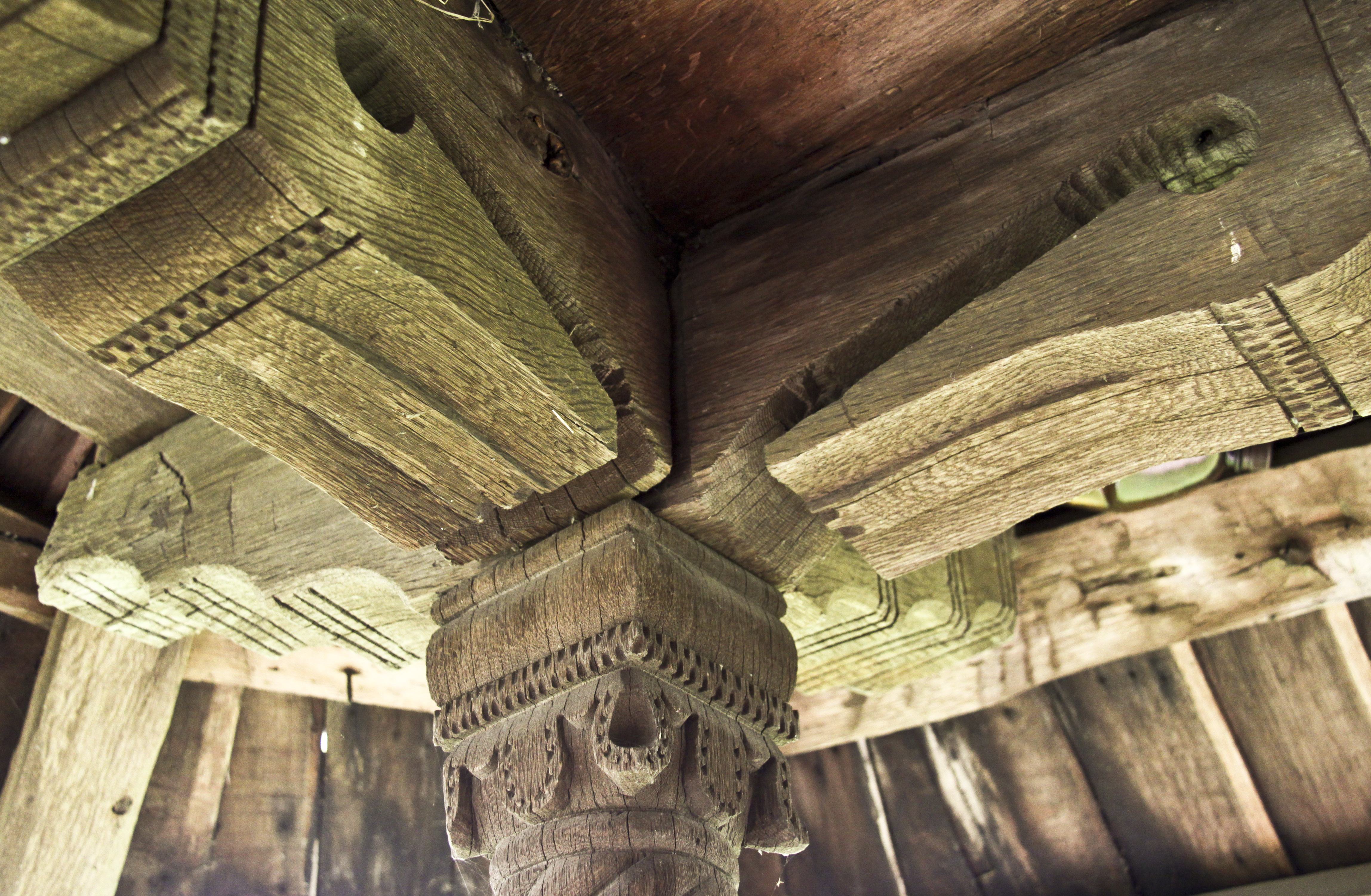
îmbinări peste stălp
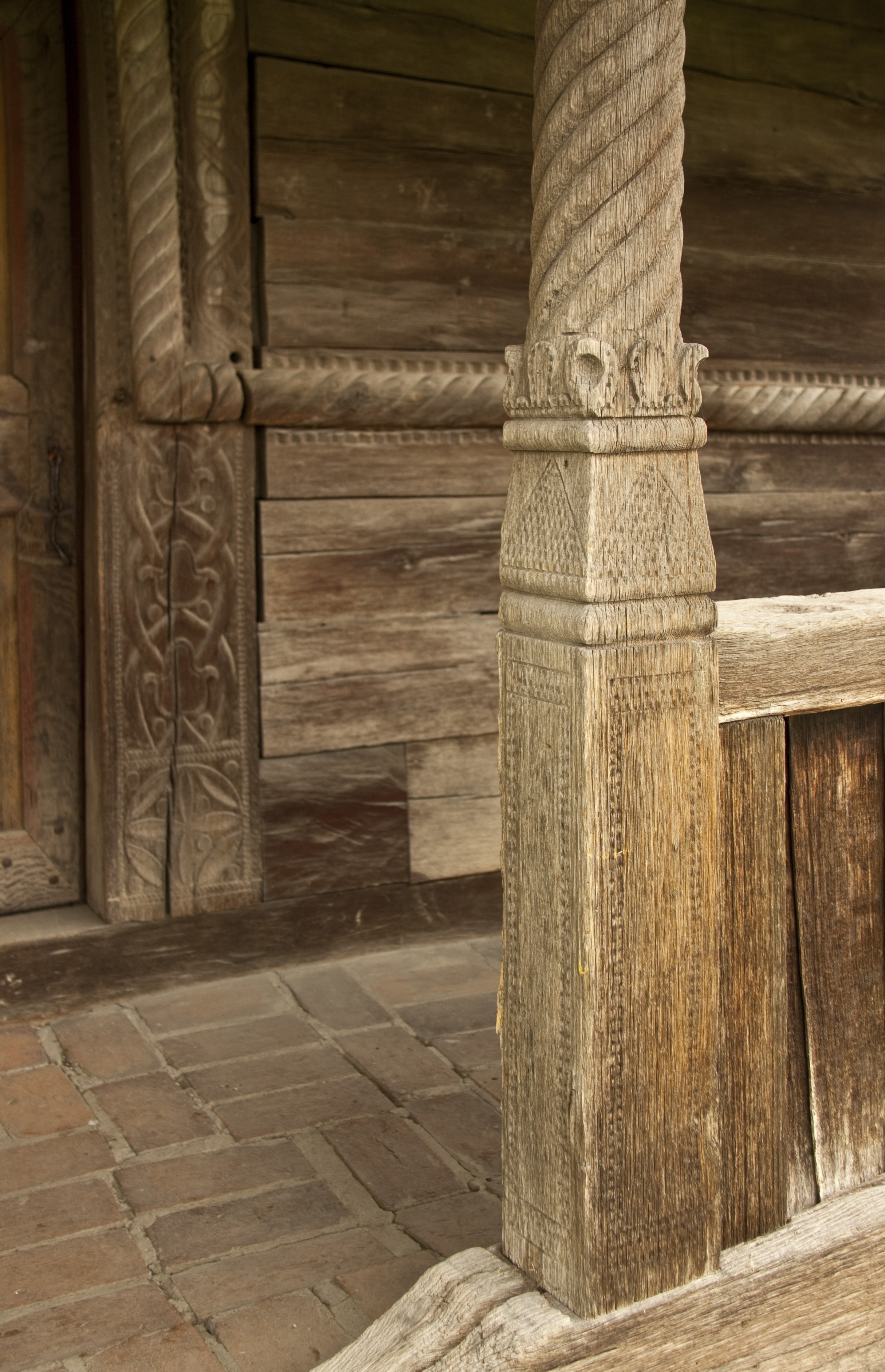
detaliu stâlp pridvor
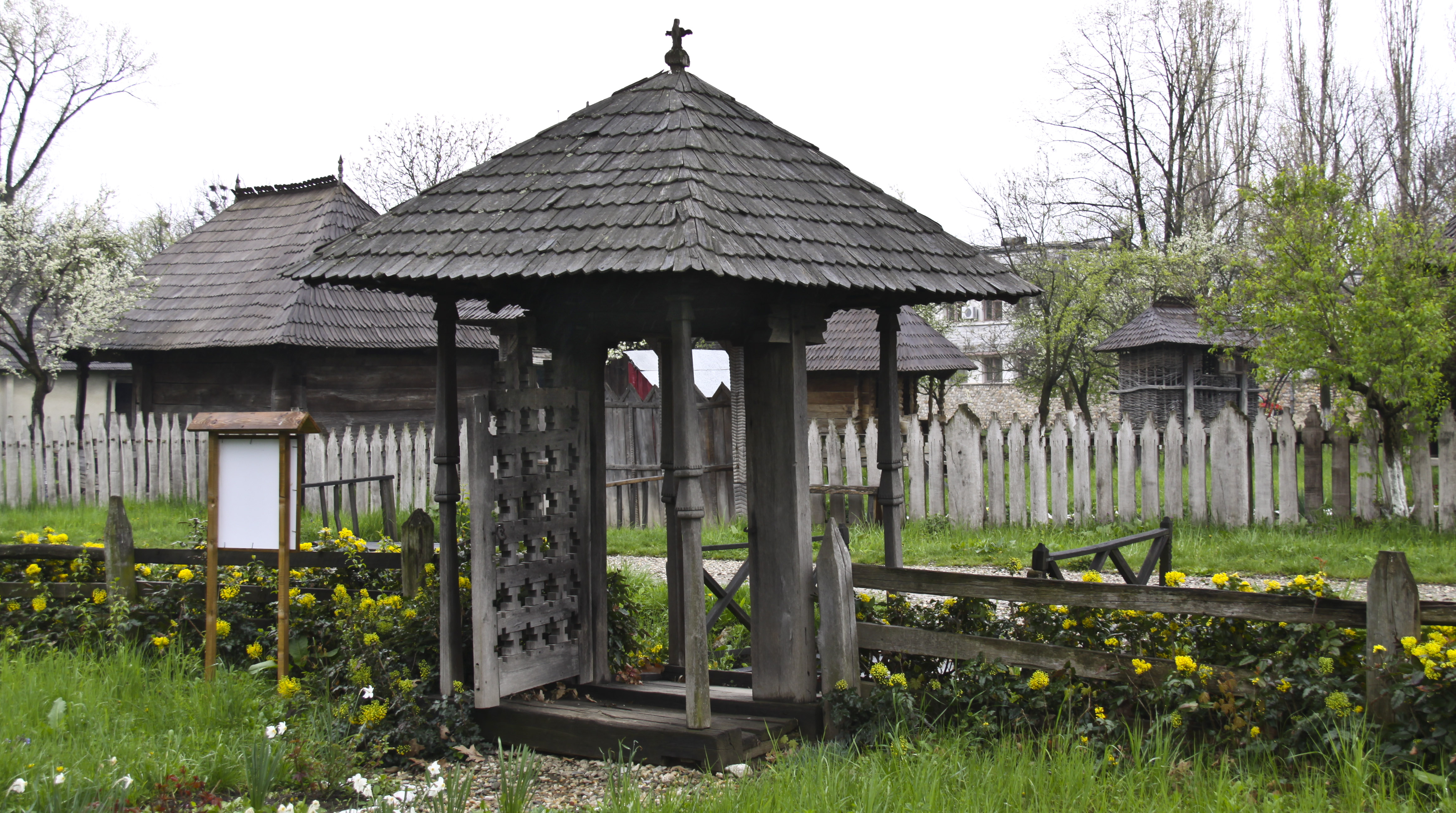
portiţa
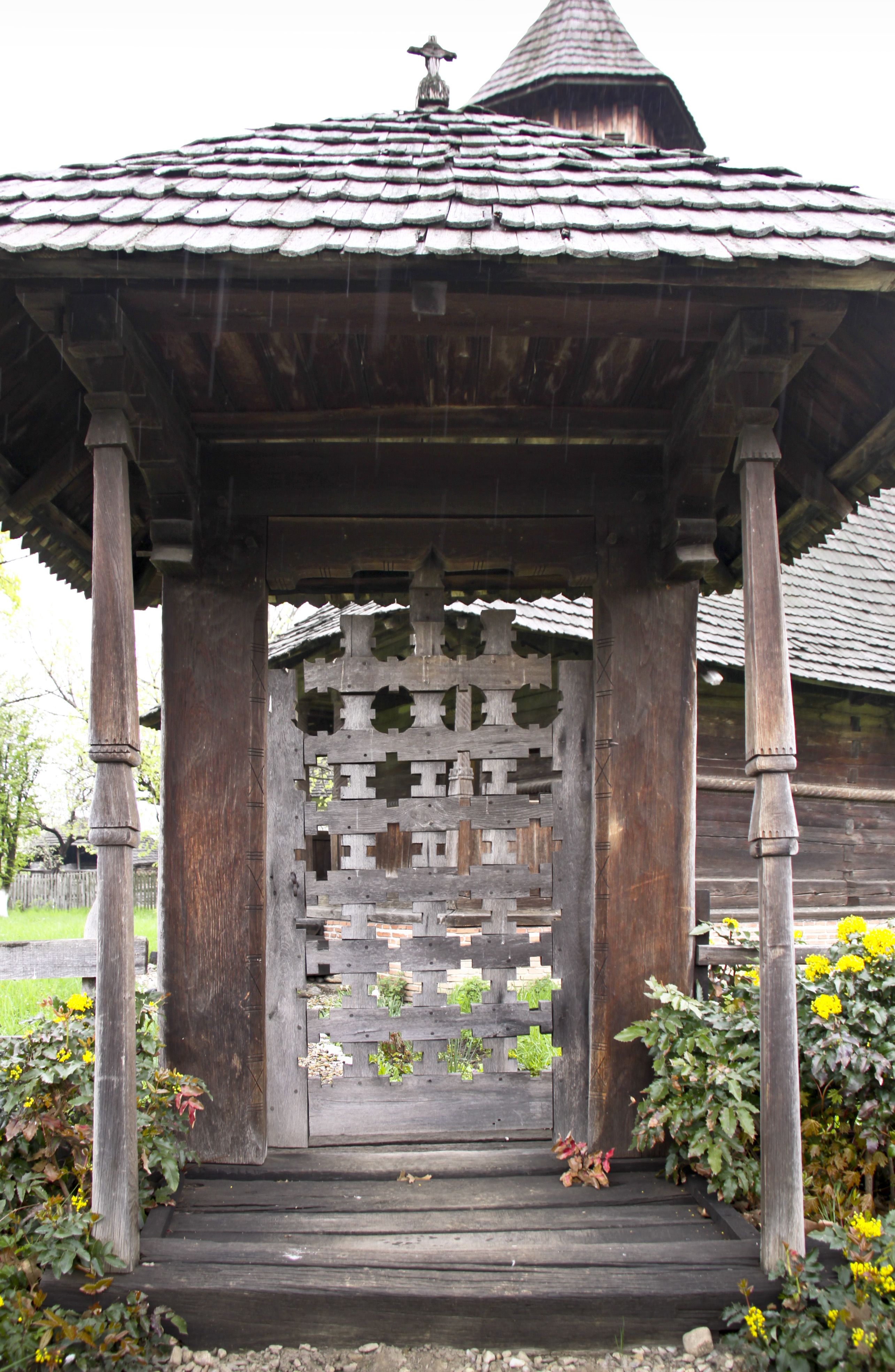
la portiţă

## Imagini din interior

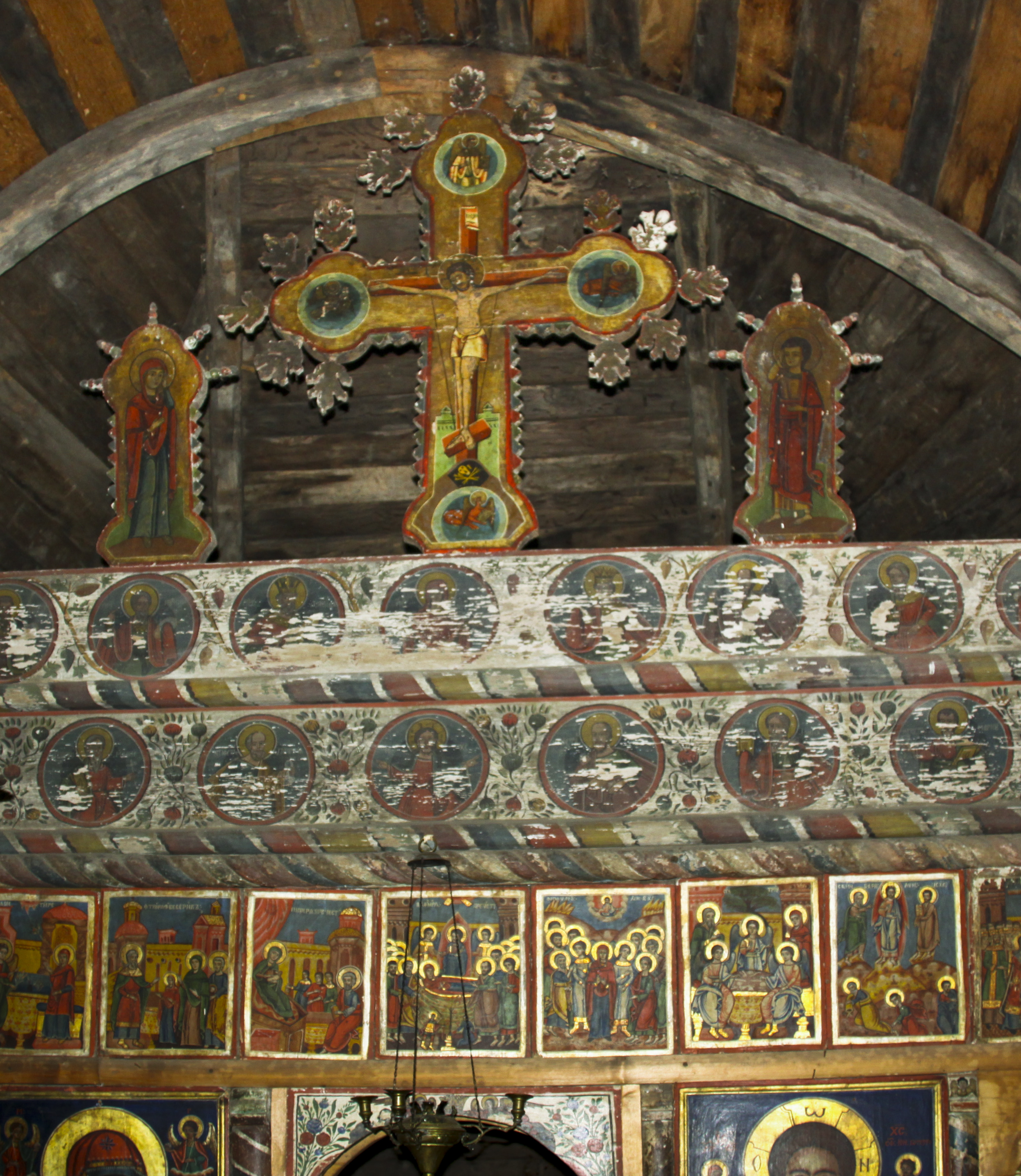
iconostas
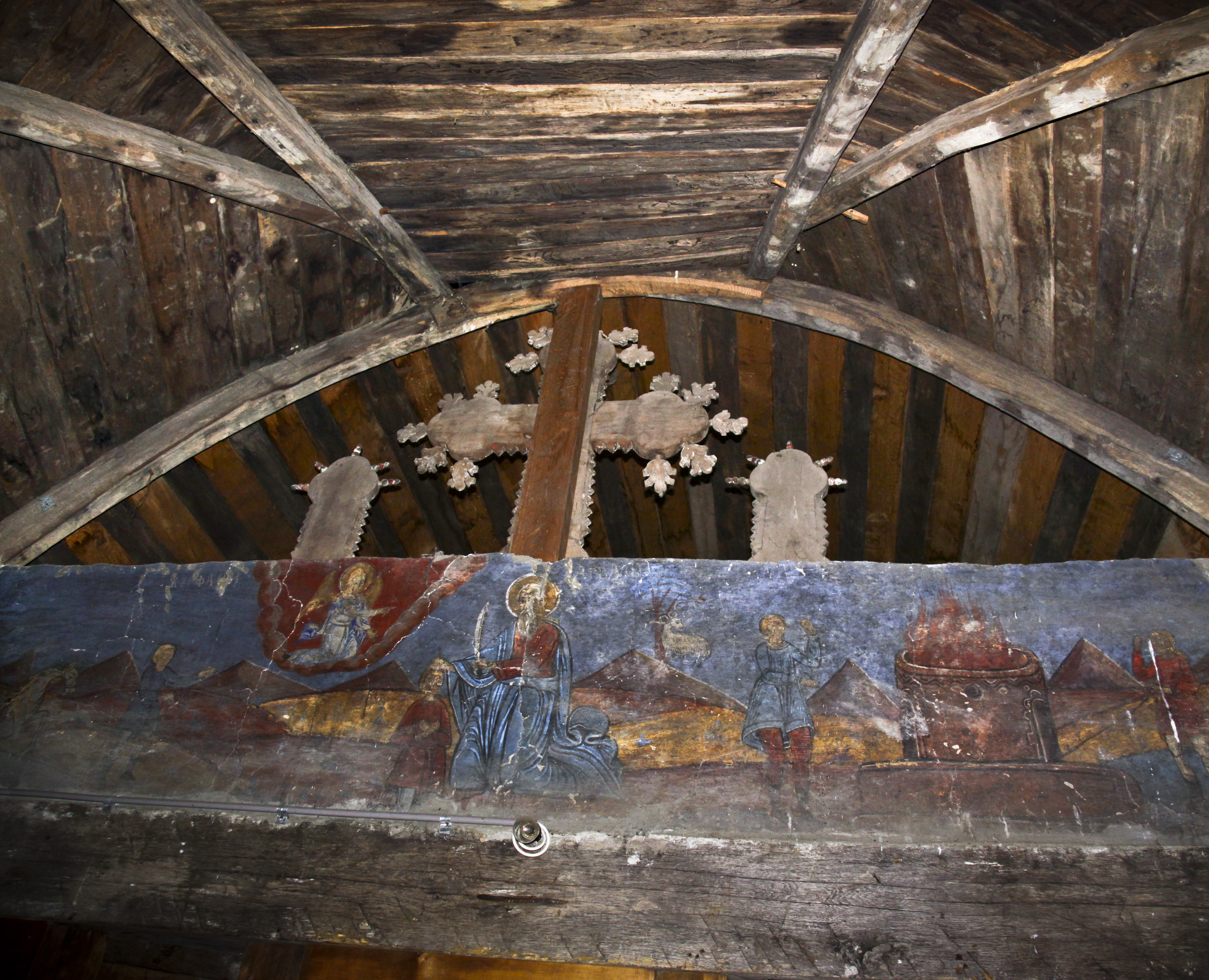
dosul iconostasului
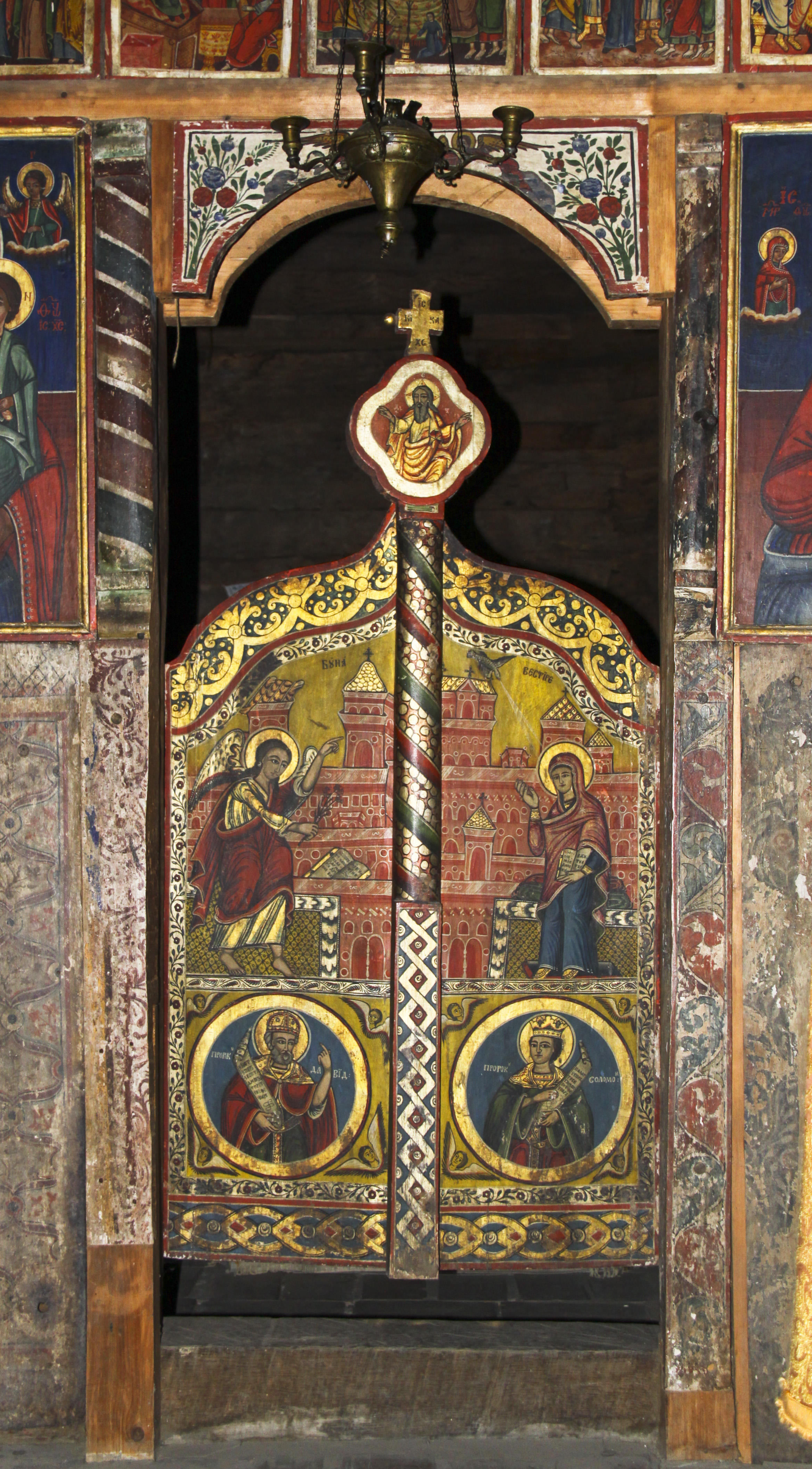
uşi împărăteşti
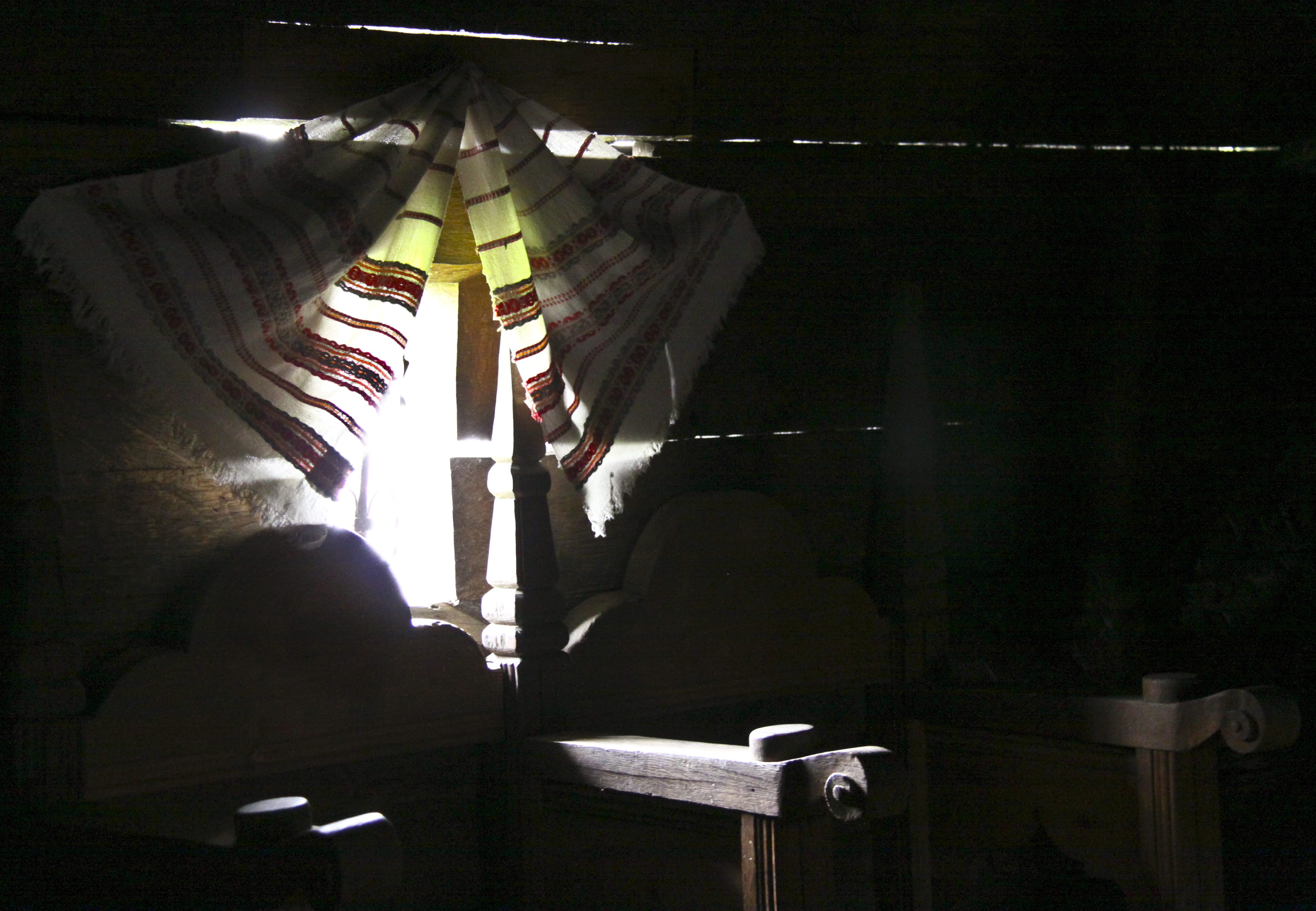
fereastă naos
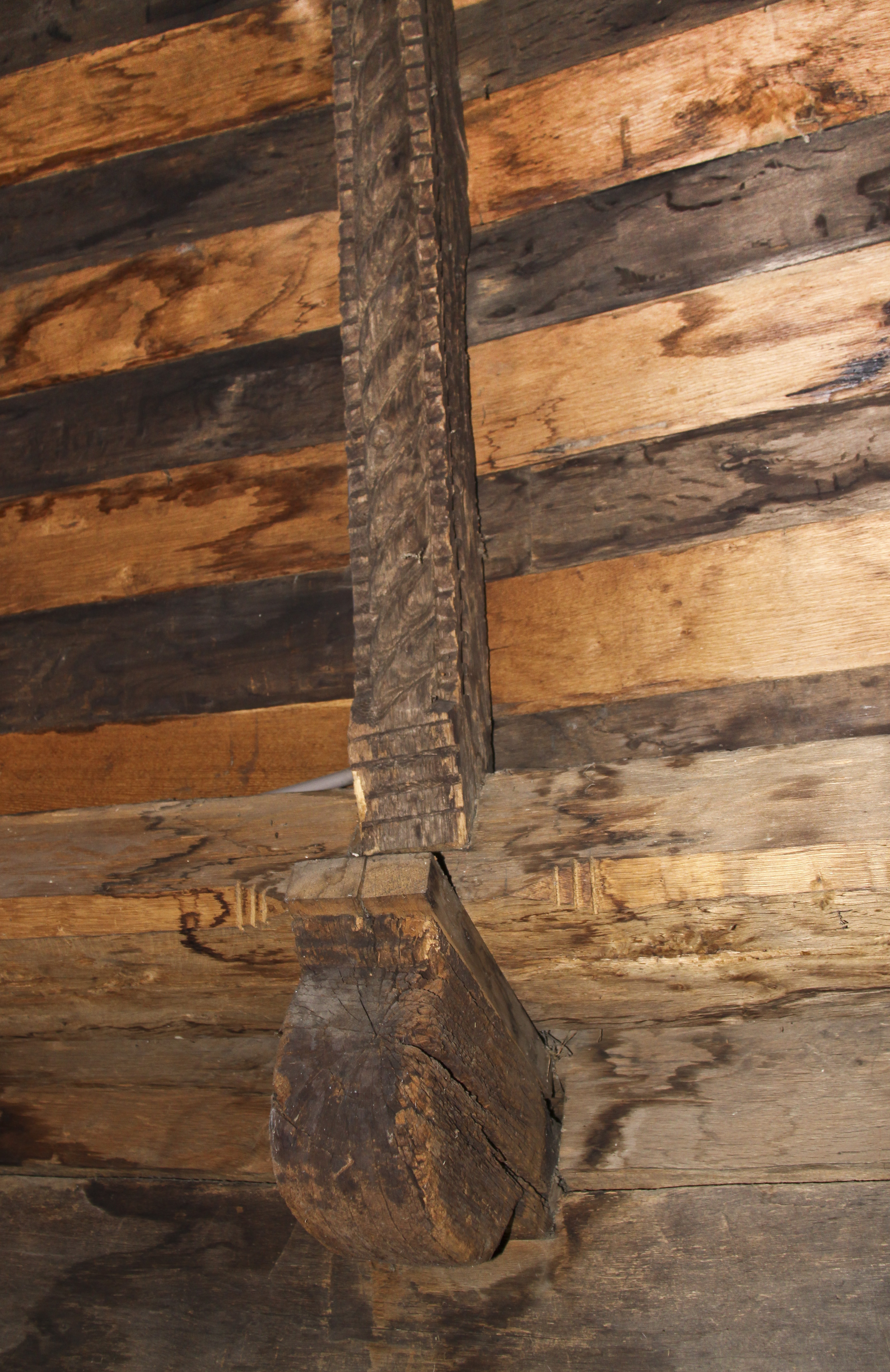
arc dublou şi consolă
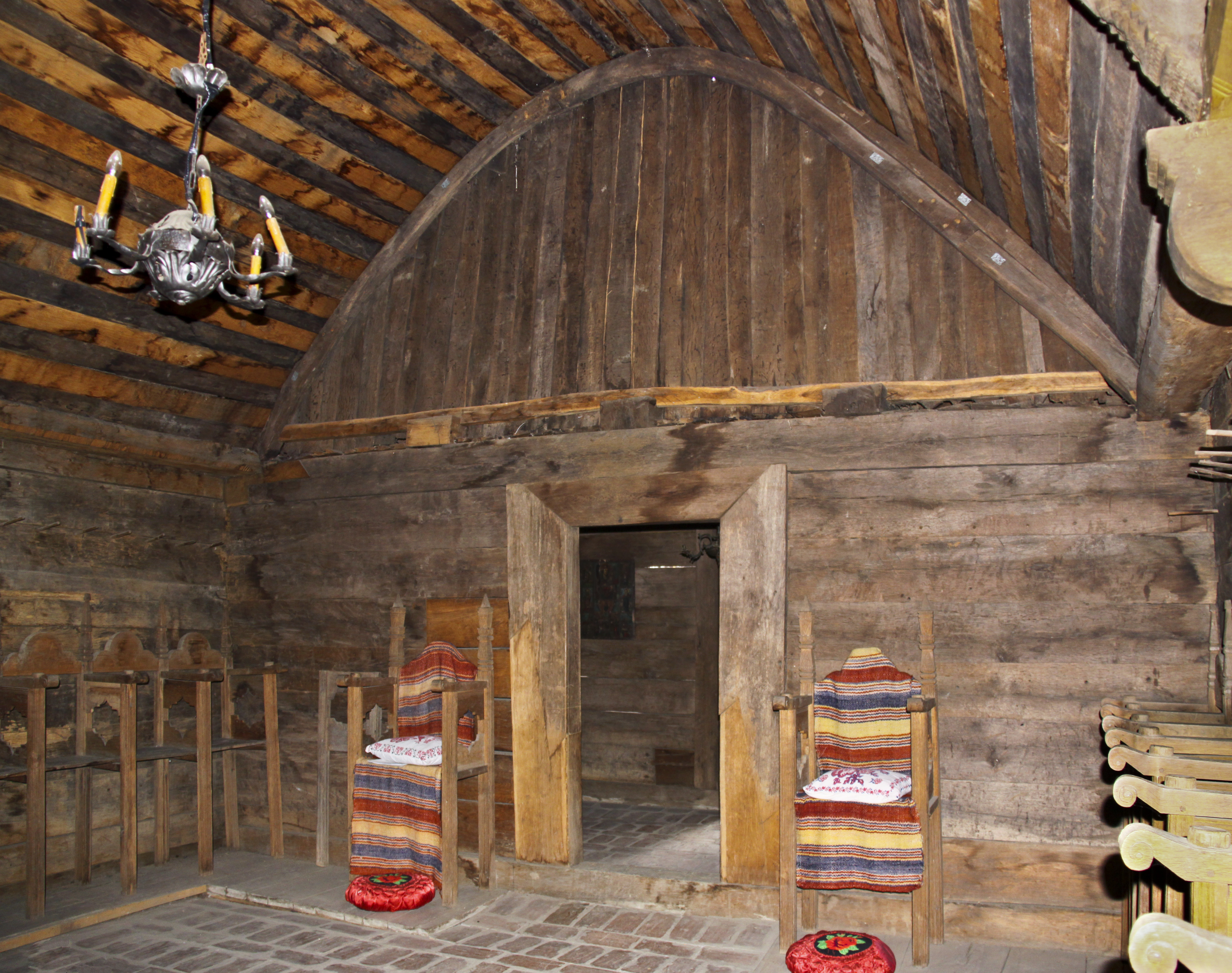
naos, vest
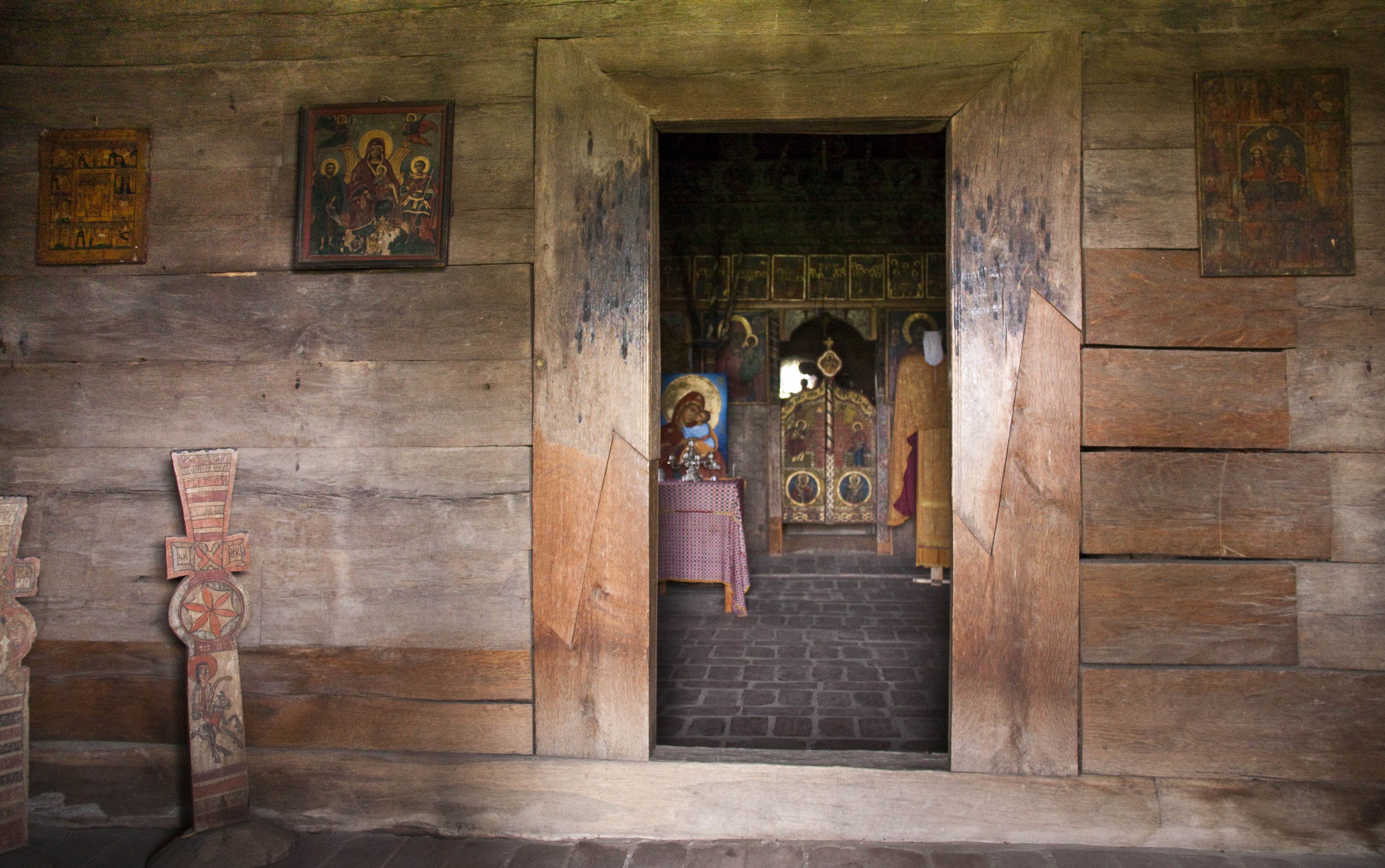
pronaos, intrare în naos
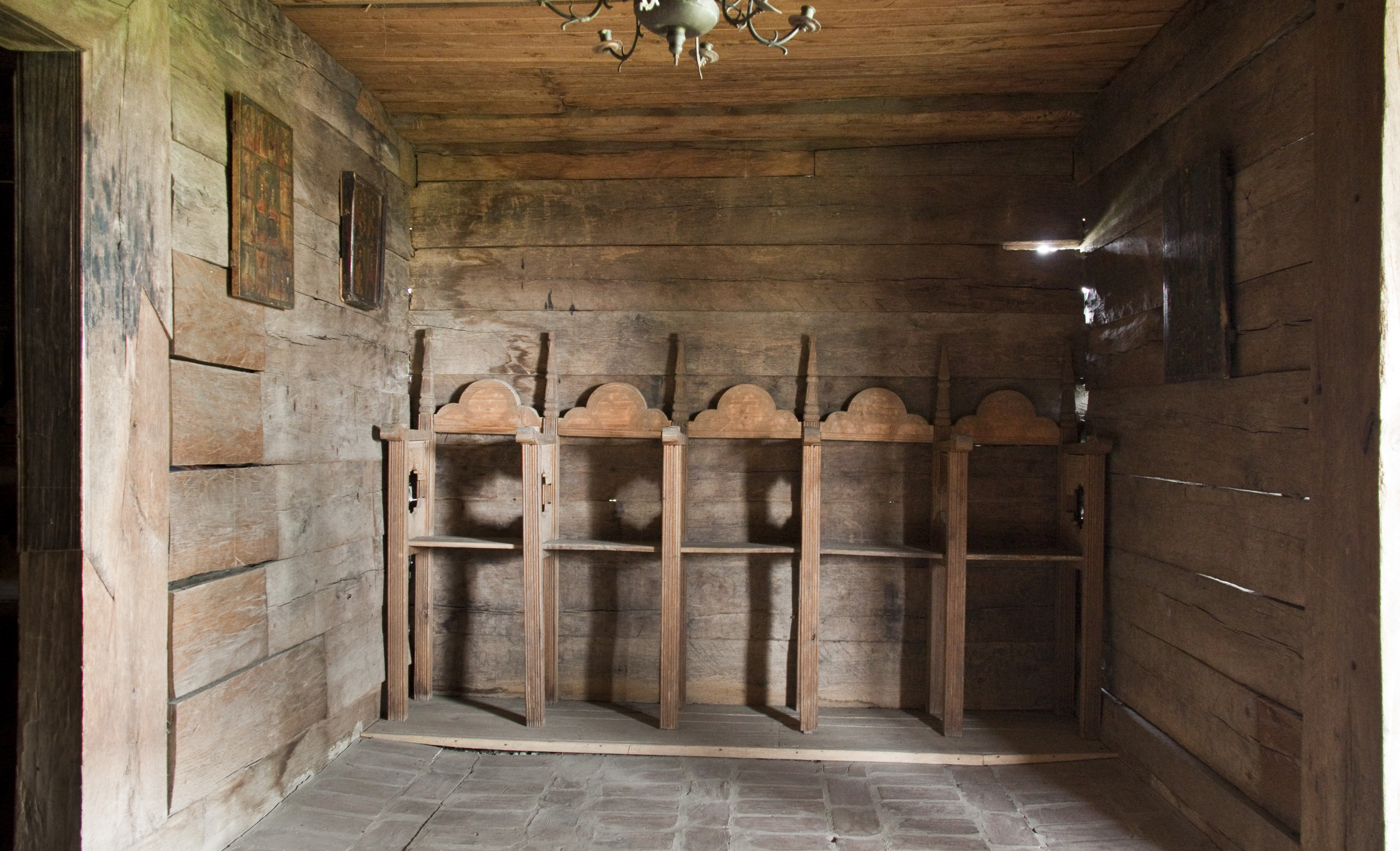
pronaos, sud